# 상호참조
상호참조 (Cross-reference, 약어: xref )는 다음 중 하나를 나타낸다.
- 상호참조는 동일한 문서의 다른 곳에 있는 관련정보를 참조하는 문서 내의 인스턴스이다. 인쇄된 사전과 온라인사전 모두에서 상호참조는 사전 내부 뿐만 아니라 사전 외부같은 데이터가 서로 다른 부분 간에 존재하는 관계에 대한 네트워크 구조를 형성하기 때문에 중요하다.
- 인덱스에서 상호참조는 같이보기(See Also) 로 표시된다. 예를 들어, 노벨상 수상자에 관한 책의 색인에서 Albert Einstein이라는 용어에서 상호참조가 있을 수 있다. See also: Einstein, Albert .
- 하이퍼텍스트에서 상호 참조는 컨텍스트 내부(XRIC) 또는 컨텍스트 외부(XROC) 상호참조의 형태로 문서에 대해 유지된다.
- 프로그래밍에서 "상호 참조"는 프로그램의 소스 트리 내부에 주어진 이름 식별자가 생성되는 모든 파일 이름과 줄 번호의 목록을 의미한다.
- 관계형 데이터베이스 관리 시스템에서는 2개 이상의 테이블이 기본 키를 통하여 병합된 상호참조 테이블임을 나타내는 접두사나 접미사로서, 하나의 테이블에 xref가 사용될 수 있다.

## 구조
문서, 특히 콘텐츠 관리 시스템에서 작성된 문서에서 상호참조는 두 가지 주요 측면이 있다.
- 문서가 독자에게 제공될 때 나타나는 시각적 형식
- 시스템 내에 존재하는 기술적 메커니즘

가시적 형태는 텍스트, 그래픽, 기타 표시들을 포함하며 다음과 같은 특징이 있다.
- 독자가 참조된 콘텐츠에 대한 상호 참조를 따를 수 있도록 한다.
- 독자가 참조를 따랐을 때 참조되는 대상이이 무엇인지, 예상되는 것이 무엇인지 이해할 수 있도록 한다.
- 참조된 콘텐츠의 일부 정보를 독자에게 제공할 수 있다.

시스템 내에 존재하는 기술적 메커니즘:
- 참조되는 위치를 식별한다.
- 참조를 포함하고 있는 위치가 독자에게 표시될 때 시스템이 적절한 참조 텍스트를 표시하도록 허용한다.
- 콘텐츠가 전자적 형태로 제공되어 참조된 콘텐츠에 접근할 때 독자가 사용할 수 있는 컨트롤(예: 링크)을 시스템에서 제공하도록 허용한다.

## 사용성 향상
상호 참조 메커니즘이 잘 설계되어 있다면 독자는 콘텐츠가 인쇄본이든 전자적으로 표시되든 이에 상관없다. 그리고 독자는 각각의 상호참조를 이용해서 참조되는 콘텐츠를 참조할 수 있다.
콘텐츠 관리 시스템을 사용하는 저자는 문서 전반에서 관심 주제를 식별하고, 해당 주제를 이해하려는 독자를 지원하기 위해 적절한 상호참조 체계을 만들 책임이 있다 개별 상호참조의 경우 저자는 상호 참조 대상의 위치와 내용을 명확하게 식별하고, 출판이 지원하는 각 매체에서 독자가 상호 참조를 따르는 방법을 쉽게 결정할 수 있도록 해야 한다.
콘텐츠 전략. 실무자(콘텐츠 전략가라고 함)는 콘텐츠를 만들고 유지 관리하는 프로세스와 콘텐츠를 지원하는 시스템을 고려하여 비즈니스 요구 사항을 충족하는 콘텐츠 계획 작성에 숙달되어야 한다.